# Muhlenbergia seatonii
Muhlenbergia seatonii là một loài thực vật có hoa trong họ Hòa thảo. Loài này được Scribn. ex Seaton mô tả khoa học đầu tiên năm 1893.